# Coupe continentale de hockey sur glace 2011-2012
Navigation
Édition 2010-2011 Édition 2012-2013
La saison 2011-2012 est la quinzième édition de la Coupe Continentale de hockey sur glace, une compétition européenne de clubs organisée par la Fédération internationale de hockey sur glace (IIHF). Elle débute le 30 septembre 2011. Pour la troisième fois en quatre ans, la Super finale a lieu en France. Elle se tient du 13 au 15 janvier 2012 à l'Île Lacroix à Rouen.

## Présentation
Dix-neuf équipes venant d'autant de pays prennent part à la compétition.
La compétition se divise en quatre phases de groupes. L'entrée en lice des équipes se fait selon le niveau de chacune.
Chaque groupe est composé de quatre équipes et est organisé par l'une d'entre elles. Il se déroule sous la forme d'un championnat à rencontre simple. Seul le vainqueur de chaque groupe se qualifie pour le tour suivant et la répartition des points est la suivante :
- 3 points pour une victoire dans le temps réglementaire
- 2 points pour une victoire en prolongation ou aux tirs de fusillade
- 1 point pour une défaite en prolongation ou aux tirs de fusillade
- 0 point pour une défaite dans le temps réglementaire

| Tour           | Dates                  | Groupe   | Lieu                                           | Participants                                                                 |
| -------------- | ---------------------- | -------- | ---------------------------------------------- | ---------------------------------------------------------------------------- |
| Premier tour   | 30 septembre 2 octobre | Groupe A | G.S.İ.M. Buz Pateni Sarayı Ankara Turquie      | White Caps Turnhout Başkent Yıldızları Spor Kulübü Tartu Välk 494 Metoula HC |
| Deuxième tour  | 21-23 octobre          | Groupe B | Dunaújvárosi Jégcsarnok Dunaújváros Hongrie    | HYS La Haye Club Hielo Jaca Dunaújvárosi Acélbikák White Caps Turnhout       |
| Deuxième tour  | 21-23 octobre          | Groupe C | Vákár Lajos Műjégpálya Miercurea-Ciuc Roumanie | Liepājas Metalurgs HDD Olimpija Ljubljana HSC Csíkszereda Beïbarys Atyraou   |
| Troisième tour | 25-27 novembre         | Groupe D | KVIK Hockey Arena Herning Danemark             | HC Asiago Sheffield Steelers Herning Blue Fox Dunaújvárosi Acélbikák         |
| Troisième tour | 25-27 novembre         | Groupe E | Palais des Sports Droujba Donetsk Ukraine      | Roubine Tioumen KS Cracovia Kraków HK Donbass Donetsk Liepājas Metalurgs     |
| Super finale   | 13-15 janvier          | Groupe F | Île Lacroix Rouen France                       | Dragons de Rouen HK Iounost Minsk HC Asiago HK Donbass Donetsk               |

## Premier tour

### Groupe A
Le Groupe A se déroule du 30 septembre au 2 octobre 2011 à Ankara en Turquie. Engagé dans un premier temps, le club israélien du Metoula HC a décidé de se retirer de la compétition.
| 30 septembre 2011 19:00 | Başkent Yıldızları SK | 1-16 (0-6; 0-5; 1-5) | White Caps Turnhout   | Bel-Pa Ice Rink Affluence : 157 |
| 1er octobre 2011 19:00  | Tartu Välk 494        | 11-2 (5-0; 3-2; 3-0) | Başkent Yıldızları SK | Bel-Pa Ice Rink                 |
| 2 octobre 2011 19:00    | White Caps Turnhout   | 5-2 (5-0; 0-1; 0-1)  | Tartu Välk 494        | Bel-Pa Ice Rink Affluence : 120 |

|   | Équipe                         | PJ      | V       | VP      | DP      | D       | Pts     | BP      | BC      | +/-     |
| - | ------------------------------ | ------- | ------- | ------- | ------- | ------- | ------- | ------- | ------- | ------- |
| 1 | White Caps Turnhout            | 2       | 2       | 0       | 0       | 0       | 6       | 21      | 3       | +18     |
| 2 | Tartu Välk 494                 | 2       | 1       | 0       | 0       | 1       | 3       | 13      | 7       | +6      |
| 3 | Başkent Yıldızları Spor Kulübü | 2       | 0       | 0       | 0       | 2       | 0       | 3       | 27      | -24     |
| 4 | Metoula HC                     | Forfait | Forfait | Forfait | Forfait | Forfait | Forfait | Forfait | Forfait | Forfait |

## Deuxième tour
Le deuxième tour se déroule du 21 au 23 octobre 2011.

### Groupe B
Le Groupe B a lieu à Dunaújváros en Hongrie,.
| 21 octobre 2011 16:00 | Club Hielo Jaca        | 3-7 (1-1; 1-5; 1-1)  | White Caps Turnhout    | Dunaújvárosi Jégcsarnok Affluence : 100   |
| 21 octobre 2011 20:00 | Dunaújvárosi Acélbikák | 1-3 (1-1; 0-1; 0-1)  | HYS La Haye            | Dunaújvárosi Jégcsarnok Affluence :1 200  |
| 22 octobre 2011 16:00 | White Caps Turnhout    | 5-3 (1-0; 3-3; 1-0)  | HYS La Haye            | Dunaújvárosi Jégcsarnok Affluence : 150   |
| 22 octobre 2011 20:00 | Dunaújvárosi Acélbikák | 7-1 (2-1; 3-0; 2-0)  | Club Hielo Jaca        | Dunaújvárosi Jégcsarnok Affluence : 1 001 |
| 23 octobre 2011 16:00 | HYS La Haye            | 11-1 (1-0; 3-0; 7-1) | Club Hielo Jaca        | Dunaújvárosi Jégcsarnok Affluence : 150   |
| 23 octobre 2011 20:00 | White Caps Turnhout    | 4-9 (1-1; 0-5; 3-3)  | Dunaújvárosi Acélbikák | Dunaújvárosi Jégcsarnok Affluence : 1 250 |

|   | Équipe                 | PJ | V | VP | DP | D | Pts | BP | BC | +/- |
| - | ---------------------- | -- | - | -- | -- | - | --- | -- | -- | --- |
| 1 | Dunaújvárosi Acélbikák | 3  | 2 | 0  | 0  | 1 | 6   | 17 | 8  | +9  |
| 2 | HYS La Haye            | 3  | 2 | 0  | 0  | 1 | 6   | 17 | 7  | +10 |
| 3 | White Caps Turnhout    | 3  | 2 | 0  | 0  | 1 | 6   | 16 | 15 | +1  |
| 4 | Club Hielo Jaca        | 3  | 0 | 0  | 0  | 3 | 0   | 5  | 25 | -20 |

### Groupe C
Le Groupe C a lieu à Miercurea-Ciuc en Roumanie,.
| 21 octobre 2011 16:00 | Liepājas Metalurgs     | 3-2 (TF) (1-0; 1-2; 0-0; 0-0; 1-0) | Beïbarys Atyraou       | Vákár Lajos Jégcsarnok Affluence : 346   |
| 21 octobre 2011 19:30 | HDD Olimpija Ljubljana | 3-8 (0-2; 2-2; 1-4)                | HSC Csíkszereda        | Vákár Lajos Jégcsarnok Affluence : 1 150 |
| 22 octobre 2011 16:00 | Liepājas Metalurgs     | 11-1 (4-0; 4-0; 3-1)               | HDD Olimpija Ljubljana | Vákár Lajos Jégcsarnok Affluence : 150   |
| 22 octobre 2011 19:30 | HSC Csíkszereda        | 1-5 (1-2; 0-3; 0-0)                | Beïbarys Atyraou       | Vákár Lajos Jégcsarnok Affluence : 1 100 |
| 23 octobre 2011 16:00 | Beïbarys Atyraou       | 13-3 (1-1; 6-0; 6-2)               | HDD Olimpija Ljubljana | Vákár Lajos Jégcsarnok Affluence : 110   |
| 23 octobre 2011 19:30 | HSC Csíkszereda        | 0-6 (0-3; 0-0; 0-3)                | Liepājas Metalurgs     | Vákár Lajos Jégcsarnok Affluence : 1 200 |

|   | Équipe                 | PJ | V | VP | DP | D | Pts | BP | BC | +/- |
| - | ---------------------- | -- | - | -- | -- | - | --- | -- | -- | --- |
| 1 | Liepājas Metalurgs     | 3  | 2 | 1  | 0  | 0 | 8   | 20 | 3  | +17 |
| 2 | Beïbarys Atyraou       | 3  | 2 | 0  | 1  | 0 | 7   | 20 | 7  | +13 |
| 3 | HSC Csíkszereda        | 3  | 1 | 0  | 0  | 2 | 3   | 9  | 14 | -5  |
| 4 | HDD Olimpija Ljubljana | 3  | 0 | 0  | 0  | 3 | 0   | 7  | 32 | -25 |

## Troisième tour
Le troisième tour se déroule du 25 au 27 novembre 2011.

### Groupe D
Le Groupe D a lieu à Herning au Danemark,.
| 25 novembre 2011 15:00 | Steelers de Sheffield  | 3-4 (TF) (1-0; 2-2; 0-1; 0-0; 0-1) | HC Asiago              | KVIK Hockey Arena |
| 25 novembre 2011 19:00 | Dunaújvárosi Acélbikák | 3-1 (0-1; 2-0; 1-0)                | Herning Blue Fox       | KVIK Hockey Arena |
| 26 novembre 2011 15:00 | HC Asiago              | 3-2 (0-1; 1-1; 2-0)                | Dunaújvárosi Acélbikák | KVIK Hockey Arena |
| 26 novembre 2011 19:00 | Herning Blue Fox       | 3-0 (0-0; 2-0; 1-0)                | Steelers de Sheffield  | KVIK Hockey Arena |
| 27 novembre 2011 15:00 | Dunaújvárosi Acélbikák | 6-3 (2-0; 4-1; 0-2)                | Steelers de Sheffield  | KVIK Hockey Arena |
| 27 novembre 2011 19:00 | Herning Blue Fox       | 3-2 (P) (2-1; 0-1; 0-0; 1-0)       | HC Asiago              | KVIK Hockey Arena |

|   | Équipe                 | PJ | V | VP | DP | D | Pts | BP | BC | +/- |
| - | ---------------------- | -- | - | -- | -- | - | --- | -- | -- | --- |
| 1 | HC Asiago              | 3  | 1 | 1  | 1  | 0 | 6   | 9  | 8  | +1  |
| 2 | Dunaújvárosi Acélbikák | 3  | 2 | 0  | 0  | 1 | 6   | 11 | 7  | +4  |
| 3 | Herning Blue Fox       | 3  | 1 | 1  | 0  | 1 | 5   | 7  | 5  | +2  |
| 4 | Sheffield Steelers     | 3  | 0 | 0  | 1  | 2 | 1   | 6  | 13 | -7  |

### Groupe E
Le Groupe E a lieu à Donetsk en Ukraine,.
| 25 novembre 2011 14:30 | KS Cracovia Kraków | 1-6 (0-2; 1-2; 0-2) | Roubine Tioumen    | Palais des sports Droujba Affluence : 650   |
| 25 novembre 2011 18:30 | Liepājas Metalurgs | 2-6 (0-3; 1-0; 1-3) | HK Donbass Donetsk | Palais des sports Droujba Affluence : 3 654 |
| 26 novembre 2011 14:30 | Roubine Tioumen    | 4-3 (0-1; 3-2; 1-0) | Liepājas Metalurgs | Palais des sports Droujba Affluence : 680   |
| 26 novembre 2011 18:30 | HK Donbass Donetsk | 3-1 (1-1; 1-0; 1-0) | KS Cracovia Kraków | Palais des sports Droujba Affluence : 3 927 |
| 27 novembre 2011 14:30 | KS Cracovia Kraków | 3-1 (2-0; 1-0; 0-1) | Liepājas Metalurgs | Palais des sports Droujba Affluence : 712   |
| 27 novembre 2011 18:30 | HK Donbass Donetsk | 3-1 (2-0; 0-1; 1-0) | Roubine Tioumen    | Palais des sports Droujba Affluence : 4 007 |

|   | Équipe             | PJ | V | VP | DP | D | Pts | BP | BC | +/- |
| - | ------------------ | -- | - | -- | -- | - | --- | -- | -- | --- |
| 1 | HK Donbass Donetsk | 3  | 3 | 0  | 0  | 0 | 9   | 12 | 4  | +8  |
| 2 | Roubine Tioumen    | 3  | 2 | 0  | 0  | 1 | 6   | 11 | 7  | +4  |
| 3 | KS Cracovia Kraków | 3  | 1 | 0  | 0  | 2 | 3   | 5  | 10 | -5  |
| 4 | Liepājas Metalurgs | 3  | 0 | 0  | 0  | 3 | 0   | 6  | 13 | -7  |

## Super finale
La Super finale se déroule du 13 au 15 janvier 2012 à Rouen en France.
| 13 janvier 2012 | HK Donbass Donetsk | 2-1 (0-0, 2-0, 0-1) | HK Iounost Minsk | Île Lacroix 1 983 spectateurs |

| Feuille de match        | Feuille de match                                                                  | Feuille de match | Feuille de match                       | Feuille de match                       |
| ----------------------- | --------------------------------------------------------------------------------- | ---------------- | -------------------------------------- | -------------------------------------- |
|                         | 23 min 41 s, Beloukhine (Jouroun) 32 min 51 s, Beloukhine (Jouroun, Malevitch) SN | 1-0 2-0 2-1      | 45 min 33 s, Slych (Bērziņš, Oussenko) | Arbitrage : Hribik Kubus Barbez Grabit |
| Ievgueni Tsaregorodtsev | Gardiens                                                                          | Mika Oksa        |                                        | Arbitrage : Hribik Kubus Barbez Grabit |
| 6 min                   | Pénalités                                                                         | 8 min            |                                        | Arbitrage : Hribik Kubus Barbez Grabit |
| 25                      | Tirs                                                                              | 17               |                                        | Arbitrage : Hribik Kubus Barbez Grabit |

| 13 janvier 2012 | Dragons de Rouen | 6-0 (1-0, 3-0, 2-0) | HC Asiago | Île Lacroix 2 747 spectateurs |

| Feuille de match | Feuille de match | Feuille de match        | Feuille de match | Feuille de match                                                         |
| ---------------- | --- | ----------------------- | ---------------- | ------------------------------------------------------------------------ |
|                  | 3 min 20 s, Paré (Desrosiers) IN 24 min 13 s, Guénette (Werenka) 32 min 24 s, Mallette (Manavian - Paré) SN 38 min 4 s, Guénette (Thinel - Werenka) SN 43 min 46 s, Manavian (Santala) SN 57 min 21 s, Mallette (Santala) | 1-0 2-0 3-0 4-0 5-0 6-0 | -                | Arbitrage : Jari Leppaalho Mikael Sjoqvist Artur Hylinski Anton Semionov |
| Fabrice Lhenry   | Gardiens | Anthony Grieco          |                  | Arbitrage : Jari Leppaalho Mikael Sjoqvist Artur Hylinski Anton Semionov |
| 18 min           | Pénalités | 16 min                  |                  | Arbitrage : Jari Leppaalho Mikael Sjoqvist Artur Hylinski Anton Semionov |
| 38               | Tirs | 32                      |                  | Arbitrage : Jari Leppaalho Mikael Sjoqvist Artur Hylinski Anton Semionov |

| 14 janvier 2012 | HC Asiago | 2-6 (0-2, 2-2, 0-2) | HK Donbass Donetsk | Île Lacroix 2 516 spectateurs |

| Feuille de match | Feuille de match                                             | Feuille de match                | Feuille de match | Feuille de match                      |
| ---------------- | ------------------------------------------------------------ | ------------------------------- | --- | ------------------------------------- |
|                  | 26 min, Borelli (Bentivoglio) SN 32 min 6 s, Ulmer (Benetti) | 0-1 0-2 1-2 1-3 2-3 2-4 2-5 2-6 | 3 min 53 s, Varlamov (Kotchekov) 19 min 15 s, Doubrovine (Dydykine, Kotchekov) SN 26 min 39 s, Chafarenko (Donika) 35 min 44 s, Chafarenko (Donika, Materoukhine) 53 min 51 s, Varlamov (Kotchekov, Doubrovine) double SN 58 min 42 s, Piskounov (Selezniov) | Arbitrage : Kubus Massy Gielly Grabit |
| Anthony Grieco   | Gardiens                                                     | Stepan Goriatchevskikh          | | Arbitrage : Kubus Massy Gielly Grabit |
| 14 min           | Pénalités                                                    | 10 min                          | | Arbitrage : Kubus Massy Gielly Grabit |
| 31               | Tirs                                                         | 61                              | | Arbitrage : Kubus Massy Gielly Grabit |

| 14 janvier 2012 | HK Iounost Minsk | 4-2 (0-0, 3-1, 1-1) | Dragons de Rouen | Île Lacroix 2 747 spectateurs |

| Feuille de match | Feuille de match | Feuille de match        | Feuille de match                                                                | Feuille de match                                                 |
| ---------------- | --- | ----------------------- | ------------------------------------------------------------------------------- | ---------------------------------------------------------------- |
|                  | 33 min 19 s, Zadzialyonaw (Iakimovitch) 35 min 7 s, Bachko (Timtchenko, Bērziņš) 39 min 58 s, Bachko (Timtchenko, Oussenko) SN 49 min 25 s, Vorochilov | 0-1 1-1 2-1 3-1 3-2 4-2 | 20 min 56 s, Thinel (Werenka) SN 42 min 59 s, Mallette (Desrosiers, Werenka) SN | Arbitrage : Jan Hribik Mikael Sjoqvist Artur Hylinski Marc Iwert |
| Mika Oksa        | Gardiens | Fabrice Lhenry          |                                                                                 | Arbitrage : Jan Hribik Mikael Sjoqvist Artur Hylinski Marc Iwert |
| 40 min           | Pénalités | 34 min                  |                                                                                 | Arbitrage : Jan Hribik Mikael Sjoqvist Artur Hylinski Marc Iwert |
| 12               | Tirs | 10                      |                                                                                 | Arbitrage : Jan Hribik Mikael Sjoqvist Artur Hylinski Marc Iwert |

| 15 janvier 2012 | HC Asiago | 1-4 (0-2, 0-1, 1-1) | HK Iounost Minsk | Île Lacroix 2 370 spectateurs |

| Feuille de match | Feuille de match                        | Feuille de match    | Feuille de match | Feuille de match                                                        |
| ---------------- | --------------------------------------- | ------------------- | --- | ----------------------------------------------------------------------- |
|                  | 58 min 1 s, Intranuovo (Borelli, Ulmer) | 0-1 0-2 0-3 0-4 1-4 | 5 min 18 s, Bērziņš double SN 6 min 24 s, Tourkine (Syreï, Timtchenko) SN 35 min 30 s, Zadzialyonaw (Khafizov) 4128 min, Slych (Bērziņš) | Arbitrage : Jan Hribik Mikael Sjoqvist Matthieu Barbez Guillaume Gielly |
| Jeffrey Lerg     | Gardiens                                | Mika Oksa           | | Arbitrage : Jan Hribik Mikael Sjoqvist Matthieu Barbez Guillaume Gielly |
| 20 min           | Pénalités                               | 10 min              | | Arbitrage : Jan Hribik Mikael Sjoqvist Matthieu Barbez Guillaume Gielly |
| 20               | Tirs                                    | 33                  | | Arbitrage : Jan Hribik Mikael Sjoqvist Matthieu Barbez Guillaume Gielly |

| 15 janvier 2012 | Dragons de Rouen | 5-2 (0-0, 3-1, 2-1) | HK Donbass Donetsk | Île Lacroix 2 747 spectateurs |

| Feuille de match | Feuille de match | Feuille de match            | Feuille de match                                                                    | Feuille de match                                                  |
| ---------------- | --- | --------------------------- | ----------------------------------------------------------------------------------- | ----------------------------------------------------------------- |
|                  | 23 min 29 s, Guénette (Desrosiers, Thinel) 31 min 55 s, Thinel (Paré, Salmivirta) 38 min 37 s, Thinel (Mallette) 57 min 16 s, Mallette 57 min 40 s, Desrosiers (Mallette, Thinel) | 1-0 2-0 2-1 3-1 3-2 4-2 5-2 | 35 min 48 s, Dydykine (Kotchetkov) SN 49 min 52 s, Kotchetkov (Doubrovine, Hult) SN | Arbitrage : Jari Leppaalho Massy Didier Marc Iwert Anton Semionov |
| Fabrice Lhenry   | Gardiens | Ievgueni Tsaregorodtsev     |                                                                                     | Arbitrage : Jari Leppaalho Massy Didier Marc Iwert Anton Semionov |
| 12 min           | Pénalités | 8 min                       |                                                                                     | Arbitrage : Jari Leppaalho Massy Didier Marc Iwert Anton Semionov |
| 23               | Tirs | 37                          |                                                                                     | Arbitrage : Jari Leppaalho Massy Didier Marc Iwert Anton Semionov |

|   | Équipe             | PJ | V | VP | DP | D | Pts | BP | BC | +/- |
| - | ------------------ | -- | - | -- | -- | - | --- | -- | -- | --- |
| 1 | Dragons de Rouen   | 3  | 2 | 0  | 0  | 1 | 6   | 13 | 6  | +7  |
| 2 | HK Iounost Minsk   | 3  | 2 | 0  | 0  | 1 | 6   | 9  | 5  | +4  |
| 3 | HK Donbass Donetsk | 3  | 2 | 0  | 0  | 1 | 6   | 10 | 8  | +2  |
| 4 | HC Asiago          | 3  | 0 | 0  | 0  | 3 | 0   | 3  | 16 | -13 |

### Meilleurs joueurs
- Meilleur gardien de but : Mika Oksa (HK Iounost Minsk)
- Meilleur défenseur : Vladimir Malevitch (HK Donbass Donetsk)
- Meilleur attaquant : Marc-André Thinel (Dragons de Rouen)
- Meilleur pointeur : Carl Mallette (Dragons de Rouen)

### Effectif vainqueur
| Vainqueur de la Coupe continentale Dragons de Rouen | Gardiens de but : Fabrice Lhenry, Sebastian Ylönen Défenseurs : Juha Alén, Richard Demén-Willaume, Raphaël Faure, Jonathan Janil, Nicolas Lehericey, Antonin Manavian, Jimi Santala, Darcy Werenka Attaquants : Quentin Berthon, Julien Desrosiers, Teemu Elomo, Maxime Joly, François-Pierre Guénette, Romain Guttierrez, Carl Mallette, Alexandre Mulle, Jean-Philippe Paré, Anthony Rech, Ilpo Salmivirta, Marc-André Thinel Entraîneur : Rodolphe Garnier |